# Hamilton Bonaduz
Die Hamilton Bonaduz AG ist ein Hersteller von Medizinaltechnik mit Sitz in Bonaduz und einer Niederlassung in Domat/Ems im Kanton Graubünden. Weitere Geschäftsbereiche umfassen Sensortechnik, Laborautomation und Lagertechnik. Die Hamilton Bonaduz AG ist Teil der amerikanischen Mutterfirma Hamilton Company und ist der Hauptsitz für fünf Tochtergesellschaften in Deutschland, Grossbritannien, Frankreich, Italien und Schweden.

## Geschichte
Im Jahr 1947 erfand Clark Hamilton in Kalifornien die Mikroliterspritze, ein wichtiges Werkzeug in Forschungslabors. 1953 wurde die Gesellschaft gegründet und in den 1960er-Jahren wurde in Bonaduz der Standort für Produktverbesserung und Vertrieb in Europa gegründet. Zu Beginn stellte die Gemeinde Arbeitsflächen im Untergeschoss der alten Turnhalle zur Verfügung. Die Produktion startete mit 3 Angestellten.
Ab 1989 ergänzten optische und elektrochemische Sensoren zur Prozess-Analyse die Produktpalette. Ein weiteres wichtiges Produkt sind Beatmungsgeräte. 2014 wurde die Produktion der Spritzenprodukte nach Rumänien verlegt. Seit 2015 gehören auch Lager- und Verwaltungssysteme für gefrorene Proben und deren Archivierung zum Angebot, welche in den USA ab 2007 entwickelt worden waren. Am 23. September 2016 erfolgte der Spatenstich zu einer weiteren Produktionsstätte in der Nachbargemeinde Domat/Ems, wo 35 Millionen Franken investiert wurden, um 100 Arbeitsplätze zu schaffen. Im Sommer 2021 begannen am Standort Ems die Bauarbeiten für einen Erweiterungsbau. Ab 2023 werden dort mindestens 200 Stellen geschaffen werden.
Die Gesellschaft befand sich 2016 zum 50-Jahre-Jubiläum in der Schweiz weiterhin im Familienbesitz; die zweite Generation besteht aus vier Aktionären. Mitglieder der dritten Generation sind ebenfalls im Unternehmen tätig.
Die weltweit tätige Hamilton-Gruppe ist in der Schweiz mit den in Bonaduz und Domat/Ems ansässigen Firmen Hamilton Bonaduz AG, Hamilton Medical AG und Hamilton Storage GmbH vertreten.